# Gerrit Kuipers
Gerrit Kuipers (Drents: Gerriet Kupers) (Schoonoord, 20 september 1918 - Meppel, 30 april 2011) was een Nederlandse schrijver, die veel gepubliceerd heeft in het Drents.

## Leven en werk
Kuipers werd in 1918 geboren in Schoonoord, maar groeide op in Westerbork. Hij koos voor een ambtelijke carrière. Hij was achtereenvolgens werkzaam bij de gemeenten Borger, Westerbork en Hardenberg. Samen met de Drentse auteurs Hans Heyting en Gerard Nijenhuis richtte hij in 1956 het maandblad Oeze Volk op. Hij publiceerde zowel in Oeze Volk als in het Maandblad Drenthe en schreef columns voor de regionale kranten. Ook was hij medewerker van de regionale omroep. Hij schreef diverse toneelstukken en vertaalde Bartje van de schrijver Anne de Vries in het Drents. Ook leverde hij een aandeel in de vertaling van psalmen en gezangen in het Drents. Van zijn hand verschenen ook boeken over de Drentse geschiedenis en het Drentse volksleven. Hij was betrokken bij de samenstelling ven het Drentse leesboek voor het onderwijs en schreef zelf ook een schoolboek over de geschiedenis van Drenthe, Drenthe, een verhaal apart.
Voor zijn inspanningen op cultureel gebied in Drenthe werd hij in 1967 benoemd tot ridder in de Orde van Oranje-Nassau. In 1978 ontving hij de Zilveren Anjer en in 1983 de Culturele prijs van Drenthe. In 2008 ontving hij op 90-jarige leeftijd de Roel Reijntjesprijs voor zijn inzet voor Oeze Volk en de Drentse taal.
Kuipers was gehuwd en had twee kinderen. Hij overleed in april 2011 op 92-jarige leeftijd in Meppel.